# Aliança dels Progressistes
Aliança de Progressistes (en italià: Alleanza dei Progressisti) fou una coalició electoral d'esquerra italiana constituïda per a les eleccions legislatives italianes de 1994.

## Història
Amb aquest nom ja es presentaren a les eleccions administratives i municipals de novembre de 1993, als municipis amb menys de 15.000 habitants, de manera que poguessin presentar un candidat comú. Així donaren suport a Milà a Nando Dalla Chiesa (La Rete), a Torí es fraccionaren, ja que el centre donava suport Valentino Castellani, i tant Rete com Rifondazione Comunista donaren suport Diego Novelli, igual a Catània (Enzo Bianco versus Claudio Fava). Venceren a Gènova (Adriano Sansa), Venècia (Massimo Cacciari), Trieste (Riccardo Illy), Roma (Francesco Rutelli), Nàpols (Antonio Bassolino) i Palerm (Leoluca Orlando). Això els donà la idea de presentar una gran coalició d'esquerres per a les eleccions de 1994 formada pel Partit Democràtic de l'Esquerra, Rifondazione Comunista, la Federació dels Verds, La Rete i d'altres partits minoritaris d'esquerres.
Malgrat els bons resultats (164 diputats i 122 senadors), l'aliança es va trencar després de les eleccions, encara que els seus membres van mantenir lligams fent oposició al govern Berlusconi. En el PDS, Achille Occhetto deixà la secretaria a Massimo D'Alema, qui va mantenir bones relacions amb el PPI de Buttiglione, cosa que facilità l'alcaldia de Brescia al democristià Mino Martinazzoli.
Però a la caiguda de Berlusconi el desembre de 1994, es formà un govern de tècnics sota Lamberto Dini, sostingut per una majoria de centreesquerra formada per Progressistes (llevat Rifondazione Comunista), PPI i Lliga Nord. Intentaren portar candidats comuns a les eleccions regionals italianes de 1995, però Buttiglione provocà una escissió en el PPI i la Lliga presentà els seus propis candidats regionals. La reconstitució es va fer en base local: a Campània i Marques la coalició va incloure Rifondazione Comunista i anaren sense el PPI, i a Calàbria el PDS aplegà tots els membres de la coalició de 1994.
A les eleccions legislatives italianes de 1996 es formà una nova coalició de centreesquerra, que agrupava PPI, Rinnovamento Italiano (Lamberto Dini), AD, La Rete i PSI amb Rinascita Socialista, Verds i PDS, i Rifondazione Comunista en algunes circumscripcions. El cap de llista era Romano Prodi. Aquesta coalició es transformà en L'Ulivo.

## Composició
L'aliança estava formada per:
| Partit | Partit                                  | Ideologia             | Líder               |
| ------ | --------------------------------------- | --------------------- | ------------------- |
|        | Partit Democràtic de l'Esquerra (PDS)   | Socialisme democràtic | Achille Occhetto    |
|        | Socialcristians                         | Socialisme cristià    | Pierre Carniti      |
|        | Partit de la Refundació Comunista (PRC) | Comunisme             | Fausto Bertinotti   |
|        | Federació dels Verds (FdV)              | Ecologisme            | Carlo Ripa di Meana |
|        | Partit Socialista Italià (PSI)          | Socialdemocràcia      | Ottaviano Del Turco |
|        | Renaixement Socialista (RS)             | Socialdemocràcia      | Giorgio Benvenuto   |
|        | La Xarxa (LR)                           | Anti-corrupció        | Leoluca Orlando     |
|        | Aliança Democràtica (AD)                | Socioliberalisme      | Willer Bordon       |

## Resultats electorals
| Any  | Líder             | Cambra dels Diputats | Cambra dels Diputats | Cambra dels Diputats | Cambra dels Diputats | Cambra dels Diputats | Senat de la República | Senat de la República | Senat de la República | Senat de la República | Senat de la República |
| Any  | Líder             | Vots                 | %                    | Diputats             | -/+                  | Pos.                 | Votes                 | %                     | Senadors              | -/+                   | Pos.                  |
| ---- | ----------------- | -------------------- | -------------------- | -------------------- | -------------------- | -------------------- | --------------------- | --------------------- | --------------------- | --------------------- | --------------------- |
| 1994 | Achille Occhetto  | 12,632,680           | 32.81                | 213 / 630            | Nou                  | 2n                   | 10,881,320            | 32.90                 | 123 / 315             | Nou                   | 2n                    |
| 1996 | Fausto Bertinotti | 982,505              | 2.62                 | 15 / 630             | 198                  | 5è                   | 934,974               | 2.87                  | 10 / 315              | 113                   | 4t                    |